# جويل باركر رودس
جويل باركر رودس (بالإنجليزية: Jewell Parker Rhodes)‏‏ (مواليد 1954 في بيتسبرغ ، بنسلفانيا) روائية من الولايات المتحدة. وهي المدير الفني المؤسس ورئيس بايبر الموهوب لمركز فيرجينيا «جي بايبر للكتابة الإبداعية» في جامعة ولاية أريزونا حيث تعمل أيضًا كعضو هيئة تدريس ومرشدة.
وُلدت ونشأت في مانشستر، وهو حي أمريكي أفريقي إلى حد كبير في الجانب الشمالي من بيتسبرغ. بدأت دراستها تخصص رقص، لكنها تحولت إلى الكتابة عندما اكتشفت الأدب الأفريقي الأمريكي لأول مرة. حصلت على بكالوريوس الآداب في نقد الدراما، وماجستير في الآداب في اللغة الإنجليزية، ودكتوراه في اللغة الإنجليزية (الكتابة الإبداعية) من جامعة كارنيجي ميلون.